# Nergal (musicista)
Nergal, pseudonimo di Adam Michał Darski (Gdynia, 10 giugno 1977), è un cantautore, polistrumentista e compositore polacco.
È leader del gruppo black/death metal Behemoth, del quale è cantante, tastierista, principale chitarrista e compositore, nonché unico membro rimasto della formazione originale.

## Biografia
Nergal fondò i Behemoth nel 1991, a quattordici anni. Ha collaborato o contribuito ai lavori di molti gruppi, tra cui Hermh, Nile, Damnation, Vader, Sweet Noise, Mastiphal, December's Fire, Mess Age, Corruption, Hangover, The Wolverines, Hefeystos ed Ex Deo.
Nergal ha completato un corso di sei anni di storia e due anni di latino all'Università di Danzica ed è qualificato come curatore di museo.

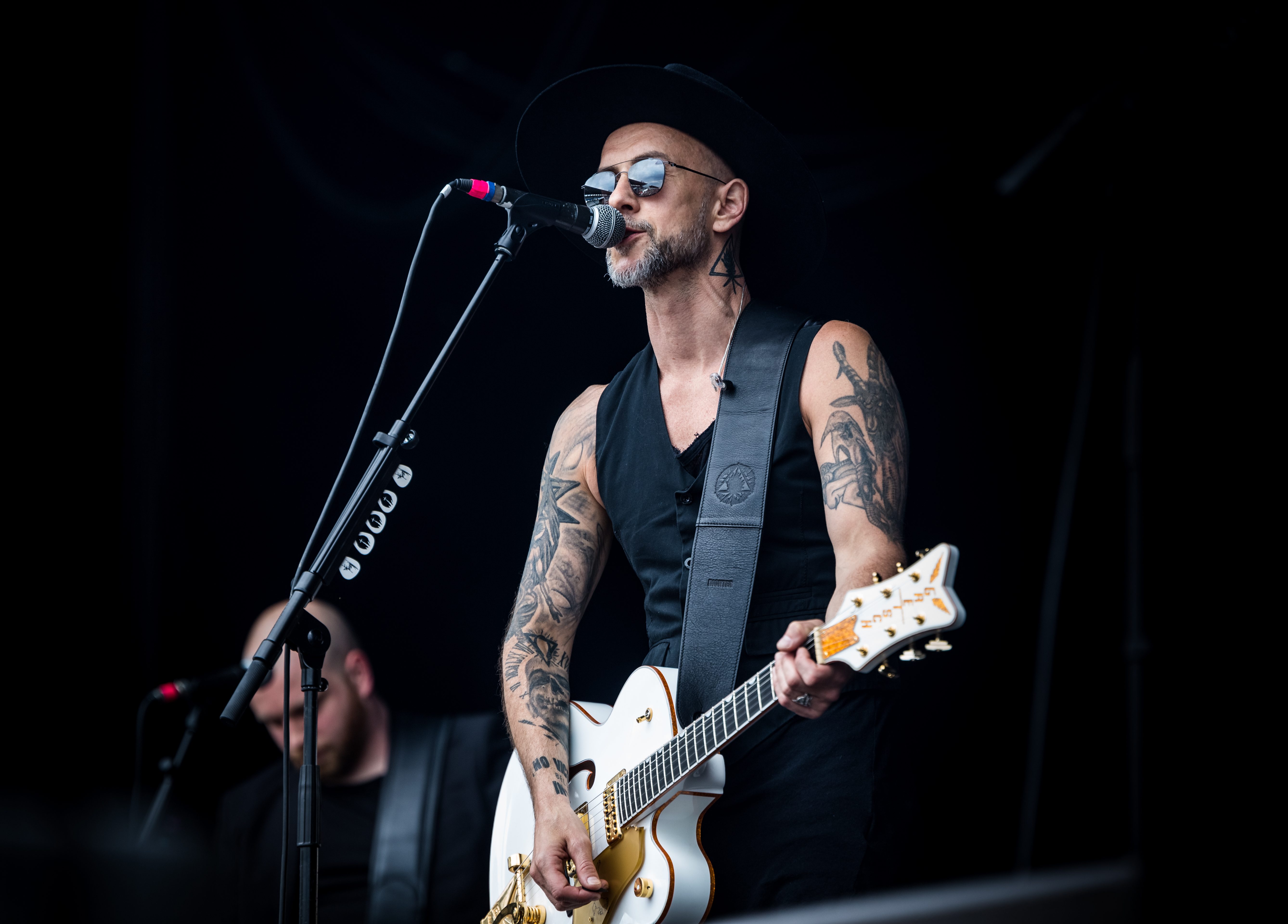
Adam Darski con i Me and That Man al Rock am Ring 2017

Nei primi di agosto del 2010 viene ricoverato d'urgenza presso il Gdansk Medical University Hospital per una non specificata malattia, diagnosticata poi come leucemia in stadio avanzato. Dopo aver trovato un donatore compatibile, Nergal ha ricevuto un trapianto di midollo osseo alla fine del 2010 ed è uscito dall'ospedale a gennaio 2011 per cominciare la riabilitazione.
Nel 2017 fonda i Me and That Man, un side-project in cui si dedica alla Country Music.
È stato indagato per blasfemia - reato secondo l'ordinamento polacco - per aver pubblicato sui social una fotografia in cui calpesta un'immagine della Madonna. Ha lanciato "Ordo Blasfemia", una campagna di raccolta fondi a sostegno della libertà d'espressione e l'abrogazione del reato e un fondo per la difesa legale degli artisti.
Nel 2019, è stato oggetto di critiche per aver postato foto di una t-shirt con sopra stampato il messaggio “Black metal against Antifa. Kill them. Show no mercy. Fuck Antifa!”.

## Strumentazione
Nergal è endorser ESP e possiede un modello custom a 7 corde denominato HEX-7, inoltre utilizza chitarre Flame, Ibanez, Gibson, ESP/LTD (Eclipse) e Dean, sia a 6 che a 7 corde. Su qualunque strumento, monta mute di corde estremamente spesse (D'Addario 0,12-0,60m)
Per l'amplificazione usa amplificatori e casse Mesa Boogie, pedali Boss e un wah Morley.

## Pseudonimo
Lo pseudonimo "Nergal" proviene dalle mitologia mesopotamica: il richiamo è a Nerigal, Signore della grande città, re dell'oltretomba e sposo di Ereshkigal, la regina degli Inferi.

## Discografia

### Con i Behemoth
- 1995 – Sventevith (Storming Near the Baltic)
- 1996 – Grom
- 1997 – Pandemonic Incantations
- 1999 – Satanica
- 2000 – Thelema.6
- 2002 – Zos Kia Cultus (Here and Beyond)
- 2004 – Demigod
- 2007 – The Apostasy
- 2009 – Evangelion
- 2014 – The Satanist
- 2018 – I Loved You at Your Darkest

### Altri
- 1996 – December's Fire - Vae Victis (voce)
- 1998 – Damnation - Coronation (EP) (basso)
- 2000 – Wolverine - Million Hells (demo) (voce e chitarra con il nome "Howlin' De Ville")
- 2008 – Voodoo Gods - Shrunken Head (EP) (voce)
- 2013 – Helevorn - United in Dark Slavic Blood (split con Ślęża, Wizun, Slav, Quercus, Grzmot)

### Collaborazioni
- 1994 – Mastiphal - Nocturnal Landscape (demo) (batteria)
- 1995 – Hermh - Crying Crowns of Trees (demo) (voce addizionale, basso)
- 1995 – Hermh - Echo Raccolta (voce, basso)
- 1996 – Hell-Born - Hell-Born (EP) (voce addizionale nel brano "Inverted")
- 1998 – Hefeystos - Psycho Café (cori nei brani "Love Is the Law", "Our Lady of the Whores", "The Kingdom Is Mine")
- 2000 – Hangöver - Terrorbeer (EP) (voce nel brano "Fag Killer")
- 2001 – Hell-Born - Hellblast (voce addizionale nel brano "Inverted")
- 2002 – Vader - Revelations (cori nel brano "Whisper")
- 2002 – Hangöver - Terrorbeer (demo) (voce nel brano "Fag Killer")
- 2002 – Mess Age - Self-Convicted (voce nel brano "Kill the Falsehood")
- 2003 – Corruption - Orgasmusica (voce nel brano "Revenge")
- 2003 – Sweet Noise - Revolta (chitarra e voce nel brano "N.U.E.R.H.A (Death Remix)")
- 2008 – The Amenta - n0n (voce nel brano "Slave")
- 2008 – Frontside - Teoria Konspiracji (voce nel brano "Spłoniesz W Piekle")
- 2009 – Ex Deo - Romulus (voce nel brano "Storm the Gates of Alesia")
- 2010 – Czesław Śpiewa - Pop (voce nel brano "Dziewczyna Z Branży")
- 2011 – Root - Heritage of Satan (voce addizionale nei brani "In Nomine Satanas", "Greetings from the Abyss" con il nome Adam "Nergal" Darski)
- 2012 – Grzegorz Skawiński – Me & My Guitar (chitarra solista nel brano "Me & My Guitar")
- 2018 – Rotting Christ - The Call (EP) (voce nel brano "The Sign of Evil Existence (live)")
- 2021 – Hell-Born - Natas Liah (voce nel brano "Blakk Metal")
- 2022 – Ibaraki - Rashomon (voce addizionale nel brano "Akumu")